# Берсійські довбанки
Берсійські довбанки (фр. Pirogues de Bercy) — човни, що датуються епохою неоліту, виявлені під час земляних робіт на південному сході від спортивно-концертного комплексу «Берсі Арена» в Парижі, на місці колишніх винних складів Берсі. Паризька вулиця Пірог-де-Берсі (Pirogues de Bercy) отримала свою назву на їх честь.

## Опис
Берсійські довбанки представляють собою залишки десяти човнів епохи неоліту, знайдених у 1991/92 роках в Парижі, на березі Сени, під 15-метровим шаром річкових відкладень.
Два найбільш повні зразки датовані, відповідно, 4800-4300 роками до н.е., та біля 2700 року до нашої ери.
Ці човни, виготовлені з цільного дубового стовбура називають моноксилами, від грец. μονόξυλον: μονό- («одиночне») + ξύλον («дерево») (зроблені з одного дерева).
Їх виготовляли шляхом випалення серцевини стовбура дерева спочатку вогнем, а потім видовбування різними кам'яними знаряддями, які залишили свій слід у деревині. Човни використовувались як для риболовлі, так і в якості транспортних засобів.
Ці човни демонструються в Музеї Карнавале в Парижі разом з іншими артефактами, що відносяться до того ж періоду.

## Інші каное-довбанки
Берсійські неолітичні каное не є найдавнішими знайденими довбанками ані у світі, ані навіть у Франції. На території Франції в давньому руслі Сени було знайдено Нуаян-сюр-Сенську довбанку з соснового стовбура, що датується приблизно 7500 роком до н.е. (період мезоліту), а найстарішим відомим човном-довбанкою вважається каное з Пессе з Нідерландів, що датується приблизно 8000 роком до н. е.